# Літифікація

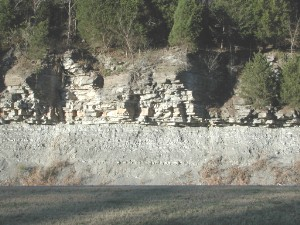
Вапнякові товщі

Літифіка́ція (англ. lithification, нім. Lithifikation f) — процес перетворення пухких мінеральних осадів у тверді гірські породи.
Термін «скам'яніння», хоча часто використовується як синонім, більш конкретно використовується для опису заміни органічного матеріалу кремнієм при утворенні скам'янілостей.